# Митрагина
Митрагина (лат. Mitragyna) — род лиственных деревьев семейства Мареновые (Rubiaceae), произрастающих в Азии, с максимумом видового разнообразия на территории Малайского полуострова, один вид происходит из Африки. 
Представители этого рода известны содержанием индольных алкалоидов, обладающих противомалярийным и обезболивающим действием.

## Виды
Род насчитывает 7 видов.
Шесть видов происходят из Азии, из них три вида произрастают в Китае, четыре — в Таиланде и западной Малайзии. Один вид Mitragyna inermis является единственным африканским представителем рода.
Список видов
- Mitragyna diversifolia (Wall. ex G.Don) Havil.
- Mitragyna hirsuta Havil. — Митрагина волосистая
- Mitragyna inermis (Willd.) Kuntze
- Mitragyna parvifolia (Roxb.) Korth. typus[1]
- Mitragyna rotundifolia (Roxb.) Kuntze — Митрагина круглолистная
- Mitragyna speciosa (Korth.) Havil. — Митрагина прекрасная, или пури, или биак, или кетон[3]
- Mitragyna tubulosa (Arn.) Kuntze

## Значение и применение
Некоторые виды, например Mitragyna diversifolia, могут служить источником древесины.
Листья митрагины прекрасной (Mitragyna speciosa) могут использоваться как чай для повышения работоспособности организма. В Таиланде, Малайзии и Индонезии листья традиционно используются в народной медицине. Употребление листьев в малом количестве оказывает стимулирующие, тонизирующее, антистрессовое действие, высокие дозы вызывают как правило седативный, анальгетический и эффект расслабления гладкой мускулатуры.